# 佐木隆三
佐木隆三（さき りゅうぞう，本名小崎良三〈こさき りょうぞう〉 ）出生于日治朝鮮的咸镜北道穩城郡。 是日本小说家、非虚构文学作家，北九州市文学馆名誉馆长。曾任九州国际大学客座教授。他最初是一名纯文学作家，但在获得直木奖的小说《复仇在我》之后，他因其非虚构的犯罪小说写作而受到欢迎，晚年他因其法庭报道而广为人知。

## 历史

### 早期生活
他的父母均来自广岛县，父亲是一名农民。 为了出名，他卖掉了自己所有的农田，前往韩国，良三因此在韓國出生。    1941年（昭和16年），担任银矿矿长的父亲被征召到吴市的海军服役，于是全家返回了日本   ，而他在母亲的家乡广岛縣高田郡小田村（现安藝高田市甲田町）长大，这是一个位于中国山地的深山小村庄，位于广岛市以北40公里处。  1945年7月，战争结束前不久，父亲在菲律宾棉兰老岛三宝颜阵亡。 8月，他親眼見到了原子弹的蘑菇云。战争结束后，由于经济困难，他的母亲开始将黑市大米运往广岛。 

## 電影改編的作品
- 1979年 -松竹《复仇在我》（今村昌平导演、绪方健主演）
- 1984年 -松竹富士《海燕子乔的奇迹》（导演藤田俊也、主演时藤三郎）
- 1986年 - 松竹富士“沿着海滨大道向南奔跑！”（导演：和泉诚二、主演：岩木浩一）
- 2019年-华纳兄弟《奇妙的世界》（改编自小说《身分帳》，西川美和执导，役所广司主演）。 2021年发布。

## 奖项
- 1963年，他凭借讽刺工会活动的小说《ジャンケンポン協定》获得新日本文学奖。
- 1976年，他凭借根据真实连环杀人案改编的小说《复仇在我》获得第74届直木奖。
- 1991年，以《身分帳》获第二届伊藤整文学奖。